# Majpion
Majpion (Paeonia ×arendsii) är en hybrid i familjen pionväxter mellan luktpion (P. lactiflora) och sidenpion (P. daurica subsp. wittmanniana). Den odlas ibland som trädgårdsväxt i Sverige. 

## Sorter
Några odlade sorter är:
- 'Avant Garde'
- 'Le Printemps'
- 'Mai Fleuri'

### Webbkällor
- Svensk Kulturväxtdatabas